# Patriation
A Patriation egy nem jogi kifejezés, melyet különösen Kanadában használnak az alkotmány „hazahozására” irányuló alkotmányos változásra. A kifejezés a repatriation ('hazatelepítés', 'repatriálás') szón alapul, melynek kritikusai rámutattak, hogy az alkotmány nem térhetett „vissza” Kanadában, mert eredetileg sem Kanadában alkották meg. Így jött létre a „patriation” kifejezés azzal a jelentéssel, hogy 'valamit a saját nemzete részévé tesz.'
Kanada, mint brit domínium 1982-ig egy olyan alkotmánnyal rendelkezett, mely brit jogszabály volt és kizárólag a brit parlament által hozott törvénnyel lehetett megváltoztatni. A patriation így kifejezetten arra utal, hogy az alkotmányt kizárólag Kanada által megváltoztathatóvá teszik, semmilyen szerepet sem hagyva az Egyesült Királyság parlamentjének a módosítási folyamatban. Így a patriationt összekötik a kanadai alkotmánymódosítási szabály elfogadásával és a vele együtt járó szuverenitás elnyerésével.

## Korai próbálkozások
1867-től Kanada alkotmányát nagyrészt a British North America Act, 1867 (1867-es törvény Brit Észak-Amerikáról) és más, a British North America Acts (Törvények Brit Észak-Amerikáról) körébe tartozó jogszabályok tartalmazták, melyek a Brit parlament által Westminsterben elfogadott törvények voltak. Az alkotmányt kizárólag egy brit parlament által meghozott törvénnyel lehetett megváltoztatni. Több miniszterelnök, kezdve William Lyon Mackenzie Kinggel 1927-ben megpróbálta honosítani a módosítási szabályt, de nem sikerült megegyezésre jutniuk a tartományi kormányokkal arról, hogy milyen is legyen ez a módosítási szabály. Így, azután is, hogy az 1931-es westminsteri statútum biztosította Kanada és más Nemzetközösségi nemzetek számára a függetlenség bizonyos fokát, Kanada kérte, hogy a British North America Act, 1867 ne kerüljön azon törvények közé, amelyeket az ország saját hatáskörén belül szabadon módosíthat.
Ez azonban nem szüntette meg a kormányzat szövetségi és tartományi szintjei közötti tárgyalásokat egy olyan módosítási szabályról, amelyben az Egyesült Királyságnak nem lenne semmilyen szerepe. Az 1960-as években John Diefenbaker és Lester Pearson miniszterelnökök kormányainak fáradozásai elvezettek a Fulton-Favreau formulához, azonban Québec támogatása nélkül sikertelenül zárult a patriation kísérlete.
1968-ban Pierre Trudeau lett a miniszterelnök, aki szintén szerette volna elérni az alkotmány kanadai törvénnyé való tételét, a patriationt. Több próbálkozása volt, köztük az 1971-es Victoria Charter és később további kisérleteket is tett 1978-ban.

## Sikeres patriation
A patriation az 1980-as québeci népszavazás után kapott új lendületre, melyben Trudeau új alkotmányos megállapodást ígért arra az esetre, ha a tartomány nemmel szavaz a szuverenitás-szövetségre. Trudeau új szövetségesekre talált Bill Davis (Ontario) és Richard Hatfield (Új-Brunswick) tartományi miniszterelnökökben. Azonban továbbra is viták övezték a Trudeau által javasolt jogok és szabadságok kanadai chartája körül, melyet a többi nyolc tartomány elutasított, mert a hatalmuk megnyirbálásának tartotta azt.
Hamarosan a többi nyolc tartományi miniszterelnök megállapodásra jutott és benyújtották saját alkotmánytervezetüket, a charta nélkül, és önkéntes kilépési lehetőséggel a szövetségi programokból a tartományoknak nyújtott egyenlő juttatás mellett. A kanadai média később a „Gang of Eight”-nek („Nyolcak bandája”) nevezte el őket. Érdekes módon a nyolc között volt Québec miniszterelnöke, René Lévesque, aki jelenlétével elutasította Québec hagyományos követelését az alkotmánymódosítások elleni vétójogra. Lévesque-ben sokan nem bíztak a csoportból, amíg alá nem írta a dokumentumot, és a „banda” sok későbbi problémáját tartják annak köszönhetően, hogy Lévesque a megállapodást véglegesnek tartotta az aláíráskor, míg a többi miniszterelnök tárgyalási alapnak.
Trudeau elutasította a javasolt dokumentumot és utána azzal fenyegetett, hogy a patriation ügyét egyenesen a Brit parlament elé viszi, anélkül, hogy megkérdezné bármelyik tartományi miniszterelnököt. Ezen kijelentésére „banda” hamarosan a Kanadai Legfelsőbb Bírósághoz fellebbezett.

### A Patriation Reference
A bíróság úgy határozott (a döntést most először a televízió élőben közvetítette), hogy a szövetségi kormánynak, a törvény betűje szerint, megvan a joga az alkotmány egyoldalú „patriálására” (kanadai törvénnyé tételére) (a döntést 7–2 arányban fogadták el). Azonban megállapították azt is hogy az alkotmány a hagyományokból legalább annyira áll, mint írott törvényből, ezért ajánlatos, hogy a kormány először dolgozzon ki egy megállapodást a tartományi miniszterelnökök „jelentős” számával (a döntést 6–3 arányban fogadták el). A pontos szám meghatározatlan maradt és Trudeau úgy döntött, hogy ez 5–9 tartományi miniszterelnököt foglalhat magában.
A döntés vitás volt, és a „banda” vereségét jelentette. Lévesque később azt a megjegyzést tette, hogy „Más szóval, Trudeau céljai lehetnek alkotmányellenesek, illegitimek, sőt 'a föderalizmus elvei ellen menők', de legálisak voltak!”

### A konferencia
A döntés megalapozta a Trudeau és a tartományi miniszterelnökök részvételével tartott ottawai találkozót 1981 novemberében. Miután két napi tárgyalások patthelyzetet eredményeztek, Trudeau felvetette azt az ötletet René Lévesque-nek a québeci miniszterelnöknek, hogy az alkotmányt változtatás nélkül tegyék kanadai törvénnyé, de folytassák a vitákat további két évig és bizonyos ügyekről akár népszavazásokat is tarthatnának. René Lévesque, félve hogy „nem demokratikusnak” bélyegzik (különösen a nemrégi népszavazás miatt) egyetértett Trudeau-val a kérdésben. A két államférfi memoárjai különbözőképpen írják le ezt a beszélgetést, ugyanakkor mindkét könyv megegyezik abban, hogy mindketten beleegyeztek egy ilyen referendumba és hogy Trudeau, gyakorlatilag, hazudott Lévesque-nek – bár ezt Trudeau nem mondja ki olyan nyíltan, mint Léversue.
A többi hét tartományi miniszterelnök megriadt: a kanadaiak országszerte nagyrészt Trudeau-val értettek egyet a kérdésben és elegük volt az állandó alkotmányos vitákból. A népszavazás biztosan megadta volna Trudeau-nak amit szeretett volna a nép támogatásával, aláásva a tartományok jogköreit. Bár később Lévesque visszavonta támogatását a népszavazási javaslatról, azt állítva róla, hogy olyan, mintha  „kínaiul lenne írva”, Trudeaue-nak sikerült felbontania a Nyolcak bandáját. Lévesque a québeci Hullba ment éjszakára aludni, meghagyva a többi miniszterelnök, hogy hívják fel, ha bármi történne.

### A konyhai megállapodás
Azon az éjszakán, 1981. november 4-én, Jean Chrétien kanadai igazságügy-miniszter találkozott Saskatchewan (Roy Romanow) és Ontario (Roy McMurtry) igazságügyminiszterével a tiszteletreméltó Chateau Laurier ottawai hotel konyhájában.  A miniszterelnökök beleegyeztek az önkéntes kilépési rendelkezés eltörlésével, míg Chrétien vonakodva elfogadta az alkotmány „függetlenül” rendelkezését (mellyel az egyes tartományok az alkotmány bizonyos cikkeiben foglaltaktól függetlenül hozhattak törvényt). A québeci miniszterelnök Lévesque úgy döntött, hogy nem marad a Chateau Laurier-ben, az Ottawa River québeci oldalán lévő ágyat részesítve előnyben. Lévesque és a munkatársai így nem tudtak arról a megállapodásról amely a hotel konyhájában készült, ezt Québecben „hátbaszúrásként” értékelik azóta is. Hatfield és Davis beleegyezett a kompromisszumba és azt mondták Trudeau-nak, hogy fogadja el a megállapodást, melyet Trudeau meg is tett. A megállapodás később „Kitchen Accord” („Konyhai megállapodás”) néven vált ismertté, azok akik részt vettek a meghozatalába pedig a „Kitchen Cabinet” („konyha-kormány”) nevet kapták.
Másnap reggel Lévesque megjelent a miniszterelnökök reggelijénél ahol elmondták neki, hogy megállapodás született. Lévesque megtagadta a megállapodást és elhagyta a találkozót. Québec 1981. november 25-én bejelentette hogy megvétózza a megállapodást. Azonban a Legfelsőbb Bíróság hozott egy döntést az ügyben 1982. december 6-án, amelyben megállapította, hogy Québecnek soha nem volt ilyen vétójoga.
Az események megosztó hatásúak voltak Kanadában, sok québeci úgy tekintett a megállapodásra, mintha az angol ajkú miniszterelnökök hátba döfték volna Québecet és így sok québeci nacionalista a „Hosszú kések éjszakája” nevet aggatta rá. Kanada angol ajkú részében sokan Lévesque-ről tartották azt hogy ugyanezt akarja tenni az angol ajkú miniszterelnökökkel a népszavazás elfogadásával.
Ezzel a megállapodással a Canada Act 1982-t (1982-es törvény Kanadáról) elfogadta az Egyesült Királyság, Kanada és az összes tartomány, kivéve Québec kormánya. A Canada Act tartalmazta a Constitution Act 1982-t (1982-es törvény az alkotmányról), melynek része volt az olyan módosítási szabály melyhez csupán a kanadai kormányok szükségeltettek. A Canada Act 2-es cikkelye ezzel egyidőben kimondta, hogy az Egyesült Királyság semmilyen elkövetkező törvénye nem „terjed ki Kanadára mint annak jogának rész.”
II. Erzsébet kanadai királynő, aki proklamációban hirdette ki a „hazahozott” alkotmányt 1982-ben Ottawában, tudatában volt a Québec távolléte miatti törésnek. Így, tudatában annak, hogy ez volt Kanada történelmében az első nagyobb alkotmányos változtatás, amelyet a québeci kormány beleegyezése nélkül hoztak, a királynő megmutatta pozícióját mint az egész kanadai nemzet feje, és mint békéltető, amikor újságíróknak kifejezte sajnálatát, hogy Québec nem volt része a megállapodásnak.

## Jogi kérdések
Peter Hogg alkotmánykutató megjegyezte, egyesek úgy vélhetik, hogy mivel a Canada Act 1982 egyszerre brit és kanadai törvény, az Egyesült Királyság elméletben hatályon kívül helyezhetné kinyilváníthatná, hogy a törvényei kötelező érvényűek Kanadában. Hogy azonban vitatja ezt a nézetet rámutatva, hogy mivel Kanada szuverén állam, a Kanadai Legfelsőbb Bíróság egy Kanadában állítólag kötelező erejű brit törvényt ugyanolyan érvénytelennek találná, mint „egy Kanada számára hozott portugál törvényt.”

## Fordítás
- Ez a szócikk részben vagy egészben a  Patriation című angol Wikipédia-szócikk ezen változatának fordításán alapul.  Az eredeti cikk szerkesztőit annak laptörténete sorolja fel. Ez a jelzés csupán a megfogalmazás eredetét és a szerzői jogokat jelzi, nem szolgál a cikkben szereplő információk forrásmegjelöléseként.